# エリザベート・ド・バヴィエール
エリザベート・ド・バヴィエール（Élisabeth de Bavière, 1876年7月25日 - 1965年11月23日）は、ベルギー国王アルベール1世の王妃で、レオポルド3世の母、ボードゥアン1世とアルベール2世の祖母。全名はエリザベート・ガブリエル・ヴァレリー・マリー（Élisabeth Gabriele Valérie Marie）。
父はバイエルン公カール・テオドール、母はポルトガルの廃王ミゲル1世の娘マリア・ジョゼ（マリア・ヨーゼファ）である。

## 生涯
バイエルンで生まれる。オーストリア皇后エリーザベトの姪であり、彼女の名前を取って名付けられた。また、最後のオーストリア皇后ツィタとはともに母方の従姉妹に当たる。
パリで火事にあって亡くなった叔母アランソン公爵夫人ゾフィーの葬式の際に出会ったベルギーのアルベール王子(後のアルベール1世)と1900年に結婚した。
1940年から1944年まで、ナチス・ドイツ占領下にあったベルギーで、エリザベートは自身のドイツとのつながりと影響力を巧みに使い、ナチスに捕らわれたユダヤ系の子供たち約100人を強制収容所送りから救った。この功績を称え、戦後イスラエル政府から諸国民の中の正義の人 に列せられた。また、1950年代の冷戦時代、ソヴィエト連邦、中華人民共和国、ポーランドなど当時の共産圏を訪問し、「赤いクイーン」と呼ばれた。
旧広島音楽学校のパトロンとなり、エリザベト音楽大学の校名の由来となった。

## 子女
夫との間に2男1女をもうけた。
- レオポルド3世（1901年 - 1983年） - 第4代ベルギー王
- シャルル（1903年 - 1983年） - フランドル伯
- マリー＝ジョゼ（1906年 - 2001年） - イタリア国王ウンベルト2世妃

## 系譜
| エリザベート | 父: バイエルン公 カール・テオドール[1] | 祖父: バイエルン公 マクシミリアン・ヨーゼフ | 曽祖父: バイエルン公 ピウス・アウグスト     |
| エリザベート | 父: バイエルン公 カール・テオドール[1] | 祖父: バイエルン公 マクシミリアン・ヨーゼフ | 曽祖母: アーレンベルク公女 アマーリエ       |
| エリザベート | 父: バイエルン公 カール・テオドール[1] | 祖母: ルドヴィカ                            | 曽祖父: マクシミリアン1世 (バイエルン王)    |
| エリザベート | 父: バイエルン公 カール・テオドール[1] | 祖母: ルドヴィカ                            | 曽祖母: カロリーネ                          |
| エリザベート | 母: マリア・ジョゼ[2]                  | 祖父: ミゲル1世 (ポルトガル王)              | 曽祖父: ジョアン6世 (ポルトガル王)          |
| エリザベート | 母: マリア・ジョゼ[2]                  | 祖父: ミゲル1世 (ポルトガル王)              | 曽祖母: スペイン王女 カルロッタ・ジョアキナ |
| エリザベート | 母: マリア・ジョゼ[2]                  | 祖母: アーデルハイト                        | 曽祖父: コンスタンティン                    |
| エリザベート | 母: マリア・ジョゼ[2]                  | 祖母: アーデルハイト                        | 曽祖母: アグネス                            |

[1]の姉が、オーストリア皇后エリーザベト。
[2]の末妹マリア・アントニアの娘が、オーストリア最後の皇后となったツィタ。